# Radl (Gemeinde Ludweis-Aigen)
Radl ist eine Ortschaft und eine Katastralgemeinde in der Marktgemeinde Ludweis-Aigen im niederösterreichischen Waldviertel mit 49 Einwohnern (Stand 1. Jänner 2024).

## Geografie
Der als Haufendorf angelegte Ort liegt östlich von Aigen und wird vom Radlbach entwässert, der oberhalb von Aigen in den Seebsbach mündet. Die Landesstraße L52 führt am Ort vorüber, von dem die L1259 in den Ort führt; im Ort zweigt die L8051 ab. Am 1. April 2020 umfasste die Ortschaft 44 Adressen.

## Geschichte
Urkundlich erwähnt wurde der Ort erstmals im Jahr 1204 und damals als „Raedel“ geschrieben. Das weist auf Mann namens Radilo hin, der an der Ortsgründung beteiligt gewesen sein muss.
Im Jahr 1822 wurde der Ort als Dorf mit 44 Häusern genannt, das nach Aigen eingepfarrt war, wohin auch die Kinder eingeschult wurden. Die Herrschaft Raabs besaß die Ortsobrigkeit, übte die Landgerichtsbarkeit aus und besorgte die Konskription. Die Untertanen und Grundholde des Ortes gehörten der Herrschaft und der Pfarre Raabs sowie der Pfarre Obergrünbach.
Laut Adressbuch von Österreich waren im Jahr 1938 in der Ortsgemeinde Radl zwei Gastwirte, ein Gemischtwarenhändler, ein Schmied, eine Schneiderin, ein Schuster, ein Wagner und mehrere Landwirte ansässig.

## Siedlungsentwicklung
Zum Jahreswechsel 1979/1980 befanden sich in der Katastralgemeinde Radl insgesamt 63 Bauflächen mit 28.580 m² und 66 Gärten auf 39.696 m², 1989/1990 gab es 63 Bauflächen. 1999/2000 war die Zahl der Bauflächen auf 99 angewachsen und 2009/2010 bestanden 63 Gebäude auf 141 Bauflächen.

## Bodennutzung
Die Katastralgemeinde ist landwirtschaftlich geprägt. 391 Hektar wurden zum Jahreswechsel 1979/1980 landwirtschaftlich genutzt und 59 Hektar waren forstwirtschaftlich geführte Waldflächen. 1999/2000 wurde auf 393 Hektar Landwirtschaft betrieben und 59 Hektar waren als forstwirtschaftlich genutzte Flächen ausgewiesen. Ende 2018 waren 384 Hektar als landwirtschaftliche Flächen genutzt und Forstwirtschaft wurde auf 60 Hektar betrieben. Die durchschnittliche Bodenklimazahl von Radl beträgt 32,4 (Stand 2010).